# 紅鰭麗眼鯛
紅鰭麗眼鯛為輻鰭魚綱鱸形目鱸亞目鯛科的其中一種，分布於西印度洋的南非海域，棲息深度30-100公尺，體長可達75公分，棲息在沿海岩石海域，屬肉食性，以軟體動物、甲殼類、蠕蟲、小魚等為食，可做為食用魚及遊釣魚。